# Герб Іванівського району (Херсонська область)
Герб Іва́нівського райо́ну — офіційний символ Іванівського району, затверджений рішенням сесії районної ради 19 квітня 2011 року.

## Опис
На щиті, перетятому лазуровим і черовним, зображено золотий сніп, супроводжуваний знизу срібними літерами «1923». Щит облямований золотим декоративним картушем, над яким на золотій стрічці розміщено напис «Іванівський район».